# 800年代
800年代（はっぴゃくねんだい）は、
1. 西暦（ユリウス暦）800年から809年までの10年間を指す十年紀。本項で詳述する。
2. 西暦800年から899年までの100年間を指す。9世紀とほぼ同じ意味であるが、開始と終了の年が1年ずれている。

## できごと

### 800年
- シャルルマーニュ、神聖ローマ皇帝として戴冠。西ヨーロッパ、東ローマ帝国から政治的に完全独立。

### 801年
- シャルルマーニュ、バルセロナを征服。
- 日本：征夷大将軍の坂上田村麻呂が陸奥へ向かう。
- 日本：畿内の班田を12年に一度とする。

### 802年
- ジャヤバルマン2世がカンボジアを統一。アンコール朝の成立。
- 日本：坂上田村麻呂に胆沢城築かせる。後に鎮守府を置く。蝦夷の大墓公阿弖流為ら降伏する。

### 803年
- 日本：坂上田村麻呂、志波城を築く。
- 日本：空海の性霊集に留求の二字初見。

### 804年
- シャルルマーニュ、サクソニア遠征を終える。
- 日本：坂上田村麻呂を再び征夷大将軍に任ずる。
- 日本：最澄と空海が唐にわたる。

### 805年
- 唐の天台山にのぼり、天台教学を受けた最澄が日本に帰国。

### 806年
- 日本で最澄が天台宗を興す（1月26日に天台法華宗が認められた）。
- 空海が日本に帰国し、これ以降、真言密教（後の真言宗）を広める。

### 807年
- 日本で、生野銀山が開坑された。

### 808年
- 日本：空海（弘法大師）が現在の山梨県にある湯村温泉（現在の信玄の湯 湯村温泉）を発見したと伝えられるが、温泉発見の経緯については諸説ある。